# Effet Gulliver
L’effet Gulliver est un concept créé par Pierre-Yves Gomez pour décrire la déformation des analyses et des représentations de l’entreprise du fait du poids des entreprises géantes dans l’économie. En généralisant le cas particulier des géants économiques, l’image de l’entreprise dans l’esprit du public mais aussi les analyses des spécialistes et les recommandations du pouvoir politique sont faussées par un effet de taille. 

## La construction des entreprises géantes
Les entreprises géantes ont bénéficié de l’augmentation de la masse de capitaux mis à disposition des marchés financiers et d’un phénomène d’auto-renforcement. Les capitaux ont ainsi été captés essentiellement par les très grandes entreprises car leurs titres sont plus nombreux, plus liquides, plus généreux en dividendes et plus solides que des entreprises moyennes; cela leur a permis de devenir géantes. Plus l’entreprise grossit, plus l’attractivité de son titre s’accroit et plus elle grossit, etc. 
Selon une étude de l’IFGE, la capitalisation boursière en France entre 1992 et 2010 est multipliée par 4 pour les 58 entreprises géantes (entreprises dont le chiffre d’affaires est supérieur à 7,5 milliards d’euros ou dont l’effectif dépasse 25 000 salariés), par 2 pour les grandes entreprises alors que les ETI sont stables. Dans la même période de temps, le chiffre d’affaires moyen des géantes double pendant que le PIB ne progresse que de 30% et leurs capitaux propres moyens augmentent de 265%, contre 63% pour les grandes et un recul de 77% pour les PME. On assiste donc à un décrochage important entre les géantes et les autres entreprises. 

## Distinguer les analyses et adapter les législations
Les entreprises géantes sont des exceptions par leur nombre et par leurs caractéristiques. Il s’ensuit que leurs enjeux économiques, sociétaux et de gouvernance sont très différents. Il semble justifié d’adapter la législation à ces entreprises géantes et de ne pas imposer les mêmes normes et les mêmes responsabilités indistinctement aux petites et moyennes entreprises cotées car cela peut les décourager d'entrer en Bourse, les encourager à en sortir ou les pousser à contourner les règles. Des règles contraignantes de contrôle et de transparence financière peuvent être justifiées et réalisables pour une très grande entreprise dont le titre est actif, soit environ 200 entreprises sur 800 cotées, mais ne pas s’appliquer et constituer un handicap pour une société moyenne qui fonctionne comme une entreprise familiale. 
Pour mieux comprendre l’économie et mieux adapter les réponses politiques, il semble donc important de distinguer les entreprises géantes des grandes, des ETI et des PME et donc d’éviter l’effet Gulliver.